# Darren Shan
Darren Shan je sága napsaná irským autorem Darrenem O'Shaughnessey.

## Knihy
Sága obsahuje 12 knih, v ČR vyšly všechny. Celý příběh popisuje osud normálního lidského chlapce, který si nedobrovolně vymění část krve s upírem Lartenem Hroozleym, a tak se stane jeho pomocníkem a polovičním upírem. Sága je rozdělena do 4 trilogií:

### Upíří krev
První trilogie, Darren se učí jak se stát správným upírem.
- Darren Shan a Madame Okta (Cirque Du Freak) — Darren je blázen do pavouků. Jednoho dne do Darrenova rodného města přijede Panoptikum zrůd, a Darren je se svým nejlepším kamarádem Stevem navštíví. To, jak se později ukáže, byla osudná chyba. Potkají cvičenou pavoučici madame Oktu, která je nesmírně jedovatá. Pokusí se ji ukrást, ale při krádeži pavouk kousne Steva a tomu už moc života nezbývá. Jak se zdá jedinou šancí jak Steva zachránit je stát se upířím pomocníkem...musí předstírat smrt, aby mohl odejít z domova...
- Upírův pomocník (The Vampire's Assistant) — Pan Hroozley zaznamená, že se Darren cítí osaměle a tak ho vezme do Panoptika, jež řídí jeho přítel pan Topol. Zde se Darren spřátelí s Hadím chlapcem Evrou Fonem.
- Krvavé chodby (Tunnels of Blood) — Pan Hroozly se vrací zpět do svého rodného města, ve kterém zrovna řádí vampýr Murlough — zabíjí nevinné lidi a dokonce chce zabít i Darrenovu přítelkyni Debbie. Murlough nakonec zemře v kanálech

### Upíří zvyky
- Upíří hora (Vampire Mountain) — Darren a Pan Hroozly podnikají cestu k Upíří hoře, kde se každých dvanáct let koná sraz všech upírů. V Upíří hoře si najde spousty nových upířích přátel, např. Arru Plachetovou, Parise Nebesse nebo Kurdu Smolta.
- Zkoušky smrti (Trials of deaths) — Darren musí dokázat, že je hoden být upírem a musí projít velmi nebezpečnými Zkouškami smrti, kde se každý neúspěch trestá smrtí.
- Upíří kníže (The Vampire Prince) — Darren se po zběsilé jízdě horským potokem, do nějž spadl na konci pátého dílu, vrací zpět do hory, kde před všemi upíry vznese obvinění proti zrádci Kurdovi. Kurda je tak v Upíří hoře popraven. Na konci se Darren stává upířím knížetem.

### Upíří válka
- Lovci z přítmí (Hunters of the Dusk) — Do Hory přijde Osmond Sudd a prohlásí, že se blíží čas Pána Vampýrů. Možnost zastavit ho mají jen 3 lovci. Jedním z nich je i Darren Shan.
- Spřeženci noci (Allies of the Night) — Upíří pátrají v rodném městě pana Hroozleyho po vampýrech, kteří si zde založili základnu.
- Zabijáci Úsvitu (Killers of the Dawn)

### Upíří osud
- Jezero duší (The Lake of Souls) — Darren se s Harkatem vydává do budoucnosti lovit Harkatovu duši.
- Pán Stínů (Lord of the Shadows) — Darren se začíná měnit v plnohodnotného upíra v tu nejnemožnější dobu — probíhá válka.
- Synové Osudu (Sons of Destiny) — Darren se dá do bitvy s vampýry, během které zjistí, že on a Steve jsou synové O. Sudda. Zabije Steva, ale ještě před tím než Steve umře tak ho Darren vyprovokuje a nechá se zabít. Skončí v Jezeře Duší. Tam ho o několik set let později vyzvedne Evanna. Pan O. Sudd ho promění v Lidičku a Darren svoje já v minulosti odvrátí od cesty která by ho svedla k boji proti Stevovi.

## Upíři a vampýři
Upíři vždy pijí jen tolik krve, kolik pouze potřebují a nikdy nezabíjí svou oběť. Část klanu s tímto postupem nesouhlasila a před 700 lety se odpojila se od upírů. Nazvali se vampýři a svou oběť zabijí a vysají do poslední kapky krve, čímž vstřebají i duši a vzpomínky své oběti. Díky takto velkým dávkám krve, kterou vypijí, se jejich kůže časem zbarví do nachové barvy a jejich rty, nehty a vlasy se zbarví do krvavě červené. Vampýři žijí mírně déle než upíři, ale jinak jsou jejich síly naprosto vyrovnané, stejně jako upíři, vampýři nikdy nelžou, nepoužívají střelné zbraně a jsou velmi odvážní. Vždy mezi nimi existovalo křehké příměří, ale díky zásahu pana O. Sudda (který má potěšení ve všech tragédiích) se mezi nimi příměří protrhlo a nastala takzvaná Válka jizev.
Pozn.: Upíři a stejně tak vampýři se značí jizvičkami na bříšcích prstů.

## Postavy
- Darren Shan — hlavní hrdina příběhu, stal se poloupírem, jeho učitelem je Larten Hroozley. Po zradě upíra Kurdy Smolta v šestém dílu se z něj stal nejmladší upíří kníže v historii.
- Larten Hroozley — upír, učitel Darrena, bývalý upíří generál ale za neznámých důvodů svůj úřad opustil a připojil se k Panoptiku zrůd
- Kurda Smahlt — upír, měl se stát upířím knížetem, ale díky zradě, kde podporoval vampýry, byl hanebně zabit.Stvořil další 3 upíry.
- Seba Nil — druhý nejstarší žijící upír, ubytovatel v Upíří hoře, bývalý učitel pana Hroozlyho
- Paris Nebess, Mika Ver Leth, Šíp a Vandža Pochod — upíří knížata(Paris Nebess je nejstarší upír všech dob-je mu přes 800 let).
- Steve "Leopard" Leonard — bývalý nejlepší přítel Darrena a jeho nynější nepřítel, Pán Vampýrů
- Evra Fon — přítel Darrena z Panoptika, známý jako hadí chlapec
- Harkat Mulds — jeden z "Lidičků", pomocníků pana Sudda, který měl doručit zprávu do Upíří hory od pana Sudda, naučil se mluvit, jeden ze přátel Darrena, během Zkoušek smrti mu zachránil život
- Madame Okta — nesmírně jedovatá tarantule pana Hroozleyho, která kousla Steva
- Pan O. Sudd — stvořitel Lidičků (Nárůdku), nesmrtelný, umí předpovídat budoucnost a má i jiné nadpřirozené schopnosti, stvořitel Kamene krve a Rakve ohně, libuje si v katastrofách.
- Evanna— jediná žena, která dokáže zplodit upírovi nebo vampýrovi dítě. Vládne čarovnou mocí. Stvořil ji pan Sudd.
- Alice Bugersová — policistka, později kamarádka Darrena.
- Pan Topol — majitel panoptika Circo Mostruoso a syn Osmonda Sudda.
- Debbie Ruliková — ve třetím díle se stává Darrenovou dívkou, posléze se opět setkají v osmém díle Spřeženci noci.
- Gavner Zurč — Darrenův a Lartenův přítel v Upíří hoře,zabit v pátém dílu zrádcem Kurdou Smoltem.
- Arra Plachetová — bývalá družka pana Hroozleyho,v šestém dílu zabita vampýrem Glaldou.
- Ervé(přezdívka Regáč Vegáč) — militantní ekologický aktivista, vystupuje v druhém díle Upírův pomocník, v osmém díle je z něho vampýr a hlavní Darrenův nepřítel. Ve dvanáctém díle u konce se z něj stane vampýr který bojuje za dobro,ale stejně nepřežije.
- Murlough — šílený vampýr, hraje ve třetím díle Krvavé chodby (ve kterém taky zemře).
- Gannen Sochor — vampýr, hlavní ochránce Pána vampýrů, Vandžův bratr!
- Darius — Stevův syn, zpočátku Darrenův nepřítel... Vystupuje v závěrečném, 12. díle
- Annie – Darrenova mladší sestra.Byli si velmi blízcí.Vystupuje v 1.díle jako malá holka a ve 12.jako dospělá Dáriova matka.